# Азарян, Аршалус Амбарцумовна
Аршалус Амбарцумовна Азарян (арм. Արշալույս Համբարձումի Ազարյան, азерб. Arşalus Ambarsumovna Azaryan; р. 1912, Елизаветпольский уезд) — советский азербайджанский виноградарь, Герой Социалистического Труда (1949).

## Биография
Родилась в 1912 году в селе Заглик Елизаветпольского уезда Елизаветпольской губернии (ныне Дашкесанский район Азербайджана).
Начала трудовую деятельность в 1933 году в Дашкесанском районе. С 1942 года садовод, звеньевая второго отделения виноградарского совхоза имени Низами города Кировабад Азербайджанской ССР. Ликвидировала изреженность на своем участке, малоурожайные кусты заменяла новыми. В 1948 году получила урожай винограда 166,1 центнера с гектара на площади 3,5 гектара поливных виноградников, в 1949 году 163,56 центнера с гектара на площади 3,5 гектаров, в 1950 году 107 центнеров с гектара на площади 9,6 гектаров.
Указом Президиума Верховного Совета СССР от 5 октября 1949 года за получение высоких урожаев винограда в 1948 году Азарян Аршалус Амбарцумовне присвоено звание Героя Социалистического Труда с вручением ордена Ленина и золотой медали «Серп и Молот».
Активно участвовала в общественной жизни Азербайджана. Член КПСС с 1947 года. Делегат XXIV и XXV съездов КП Азербайджана, кандидат в члены ЦК Компартии Республики. Депутат Верховного Совета Азербайджанской ССР 5-го созыва.
С 1989 года проживает в Краснодарском крае.